# Cleora sublectaria
Cleora sublectaria là một loài bướm đêm trong họ Geometridae.